# Czech Airlines
ČSA Czech Airlines (en checo: České aerolinie) fue la aerolínea de bandera de la República Checa y ex aerolínea de Checoslovaquia con base en el Aeropuerto Internacional de Praga. La aerolínea conectó con los más importantes destinos europeos y puntos de tránsito en América del Norte, Asia, el Oriente Medio y África del Norte y transportó más de 2 millones de pasajeros por año. La aerolínea tuvo un programa de pasajero frecuente denominado "OK Plus Frequent Flyer Programme". Desde el 25 de octubre de 2024 esta aerolínea ya no pertenece a la alianza SkyTeam.

## Historia

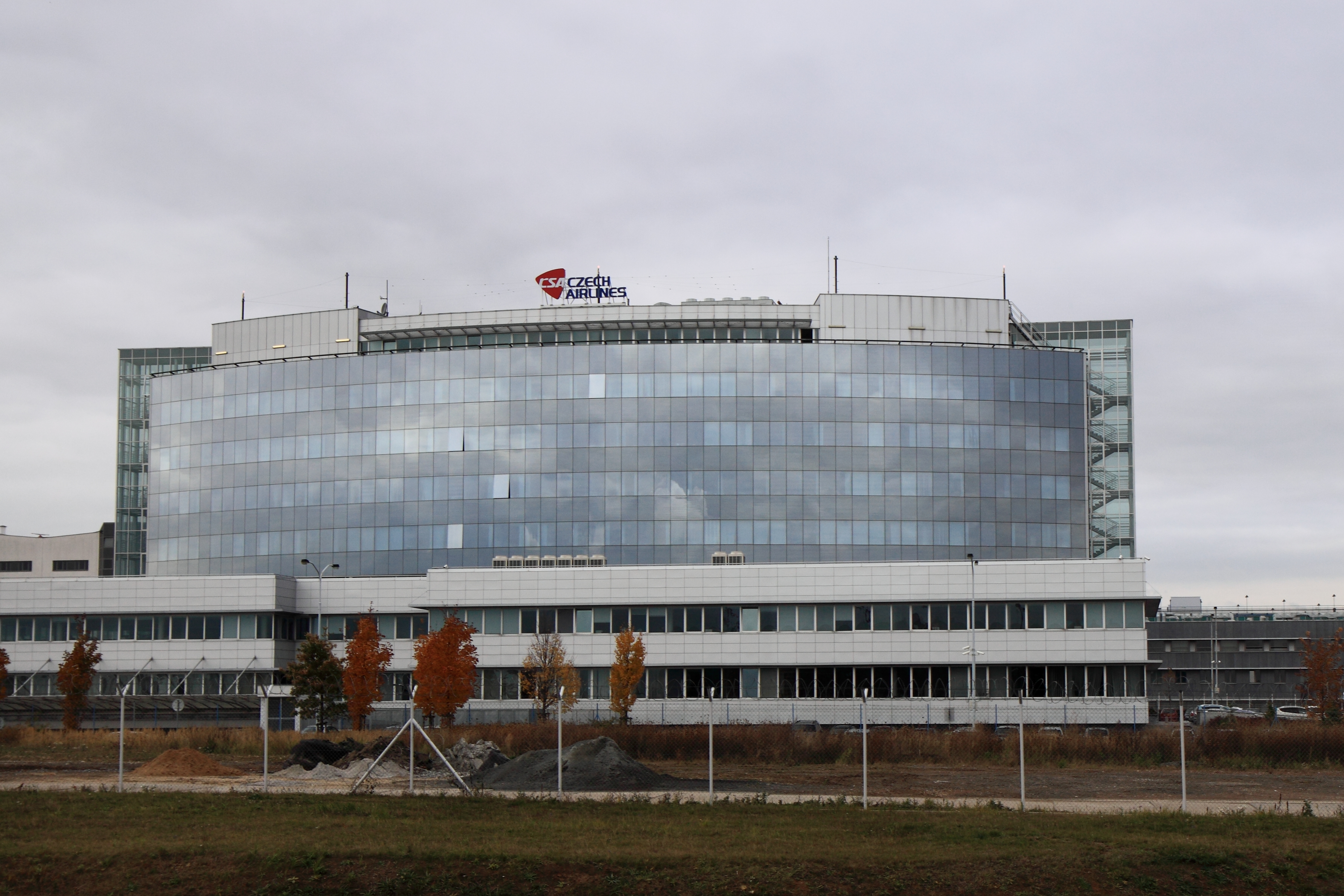
Sede de Czech Airlines.

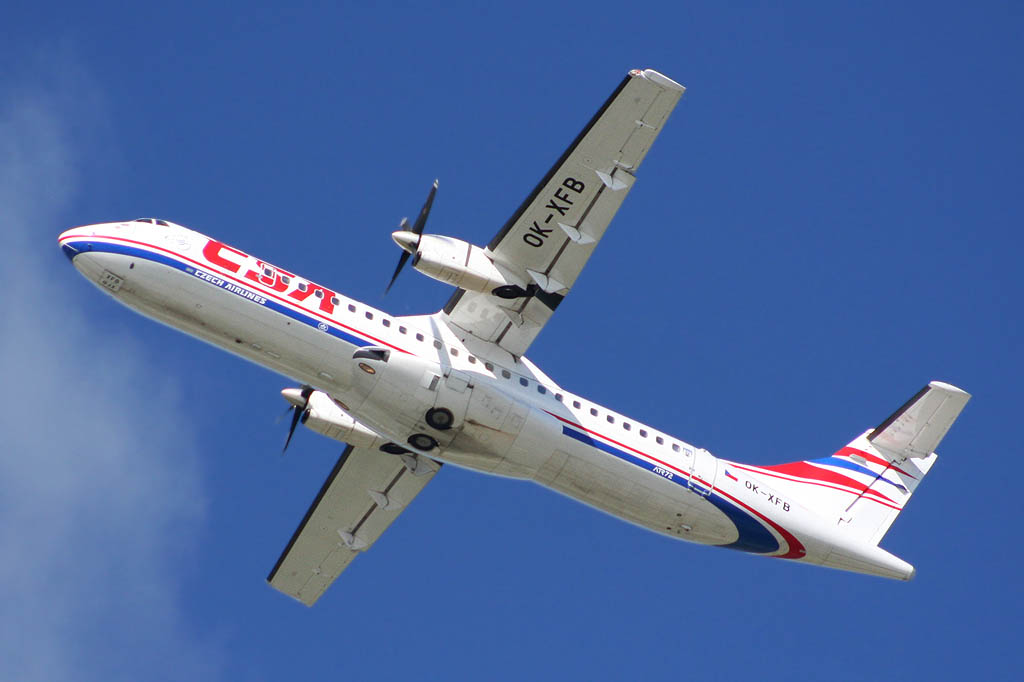
ATR-72.

Originalmente fue fundada el 6 de octubre de 1923 por el gobierno de Checoslovaquia como Československé Státní Aerolinie (ČSA). El 29 de octubre tuvo lugar su primer vuelo, volando entre Praga y Bratislava. En 1929, ČSA Czech Airlines logró ingresar a la IATA. Operó únicamente servicios domésticos hasta su primer vuelo internacional desde Praga a Zagreb por Bratislava en 1930.
En enero de 1948 el Partido Comunista ganó poder en Checoslovaquia, suspendió algunas rutas europeas y a Oriente Medio, y reemplazó la mayor parte de su flota con aeronaves fabricadas por los soviéticos. En 1957 ČSA Czech Airlines se convirtió en una de las primeras aerolíneas en ofrecer servicios jet, recibiendo el primer envío del Túpolev Tu-104A. El primer servicio transatlántico tuvo lugar el 3 de febrero de 1962 con un vuelo a La Habana, utilizando un Bristol Britannia cedido por Cubana de Aviación. Los vuelos transatlánticos de ČSA Czech Airlines eran de código compartido con los propios servicios de Cubana de Aviación a Praga, y el personal de a bordo de Cubana estuvo a cargo del entrenamiento y asistencia inicial en las operaciones con los Britannia.
El Britannia fue reemplazado por el Ilyushin Il-62 a fines de los años 60 y nuevas rutas transatlánticas fueron establecidas hacia Montreal y Nueva York además de La Habana. Tupolev Tu-134, Ilyushin Il-18 y otras aeronaves construidas por soviéticos fueron utilizadas en los servicios europeos de ČSA Czech Airlines. En los años 90, todas las aeronaves soviéticas fueron reemplazadas por modelos occidentales, tales como el Boeing 737 y el Airbus A310, Airbus A320, y aeronave de corto alcance ATR. La aerolínea fue uno de los primeros miembros de la alianza SkyTeam, pero no fue socia fundadora. Entre los socios de la alianza están Aeroflot, Alitalia, Aeroméxico, Air France, Delta Air Lines, KLM, Korean Air y Aerolíneas Argentinas.
Tras la disolución de la Federación de Checoslovaquia, en mayo de 1995 la aerolínea adoptó su actual denominación. La compañía es propiedad de Fondo Nacional Propiedad de la República Checa (56.43%), Czech Consolidation Bank (34.49%) y otras instituciones checas. En enero de 2005 tenía unos 4411 empleados. El 25 de marzo de 2001, la aerolínea pasó a formar parte de la alianza aérea global SkyTeam. En 2008 la aerolínea dejó de volar a sus destinos transatlánticos: Nueva York, Toronto y Montreal. Ahora dichas rutas son operadas por códigos compartidos de la aerolínea.
El 14 de marzo de 2013 se da a conocer que la aerolínea surcoreana Korean Air ha comprado el 44% de la aerolínea CSA con el beneplácito del gobierno de la República Checa y la aerolínea. Korean Air por tanto se posiciona como la mayor accionista privada de la aerolínea estatal checa, la cual está pasando por un periodo delicado en cuanto a su solvencia como aerolínea.[cita requerida]
Cuando en 2018 el 97.74% de Czech Airlines fue adquirido por Smartwings, ČSA pasó a formar parte del Grupo Smartwings. El 2,26% restante de ČSA era propiedad de la compañía de seguros Česká Pojišťovna. ČSA se declaró en quiebra en marzo de 2021 y atravesó una extensa reestructuración empresarial, saliendo en junio de 2022. A partir de 2022, ČSA se encontraba bajo una nueva estructura de propiedad con una nueva empresa matriz llamada Prague City Air s.r.o. que tenía el 70% de la empresa, mientras que Smartwings conservaba el 30% restante.[cita requerida]
En octubre de 2024, se produjo una fusión y Czech Airlines se convirtió en la empresa matriz (holding) de Smartwings. Como parte de esta transición, Smartwings se hizo cargo de la gestión operativa de los vuelos que anteriormente operaba Czech Airlines. El último vuelo programado de Czech Airlines fue el OK767 desde el aeropuerto Charles de Gaulle de París al aeropuerto Václav Havel de Praga, operado por un Airbus A320-214 con matrícula OK-IOO.

## Antiguos destinos
| Países                 | Destinos          | Aeropuertos                                             |
| ---------------------- | ----------------- | ------------------------------------------------------- |
| Albania                | Tirana            | Aeropuerto Internacional Madre Teresa                   |
| Bélgica                | Bruselas          | Aeropuerto de Bruselas                                  |
| Bulgaria               | Burgas            | Aeropuerto de Burgas                                    |
| Bulgaria               | Sofía             | Aeropuerto de Sofía                                     |
| Bulgaria               | Varna             | Aeropuerto de Varna                                     |
| Croacia                | Dubrovnik         | Aeropuerto de Dubrovnik                                 |
| Croacia                | Split             | Aeropuerto de Split                                     |
| Chipre                 | Lárnaca           | Aeropuerto Internacional de Lárnaca                     |
| Dinamarca              | Copenhague        | Aeropuerto de Copenhague-Kastrup                        |
| Egipto                 | Hurgada           | Aeropuerto Internacional de Hurghada                    |
| Egipto                 | Marsa Alam        | Aeropuerto Internacional de Marsa Alam                  |
| Emiratos Árabes Unidos | Dubái             | Aeropuerto Internacional de Dubái                       |
| España                 | Almería           | Aeropuerto de Almería                                   |
| España                 | Barcelona         | Aeropuerto Josep Tarradellas Barcelona-El Prat          |
| España                 | Fuerteventura     | Aeropuerto de Fuerteventura                             |
| España                 | Gran Canaria      | Aeropuerto de Gran Canaria                              |
| España                 | Lanzarote         | Aeropuerto César Manrique-Lanzarote                     |
| España                 | Madrid            | Aeropuerto Adolfo Suárez Madrid-Barajas                 |
| España                 | Málaga            | Aeropuerto de Málaga-Costa del Sol                      |
| España                 | Menorca           | Aeropuerto de Menorca                                   |
| España                 | Palma de Mallorca | Aeropuerto de Palma de Mallorca                         |
| España                 | Tenerife          | Aeropuerto de Tenerife Sur Reina Sofía                  |
| España                 | Valencia          | Aeropuerto de Valencia                                  |
| Estados Unidos         | Nueva York        | Aeropuerto Internacional John F. Kennedy                |
| Finlandia              | Helsinki          | Aeropuerto de Helsinki-Vantaa                           |
| Francia                | Niza              | Aeropuerto Internacional de Niza-Costa Azul             |
| Francia                | París             | Aeropuerto de París-Charles de Gaulle                   |
| Grecia                 | Cefalonia         | Aeropuerto Internacional de Cefalonia                   |
| Grecia                 | Corfú             | Aeropuerto Internacional de Corfú-Ioannis Kapodistrias  |
| Grecia                 | Cos               | Aeropuerto Internacional de Kos-Hipócrates              |
| Grecia                 | Heraclión         | Aeropuerto Internacional de Heraclión Nikos Kazantzakis |
| Grecia                 | Kárpazos          | Aeropuerto de la Isla de Kárpazos                       |
| Grecia                 | La Canea          | Aeropuerto Internacional de La Canea                    |
| Grecia                 | Préveza           | Aeropuerto de Aktion                                    |
| Grecia                 | Rodas             | Aeropuerto Internacional de Rodas-Diágoras              |
| Grecia                 | Salónica          | Aeropuerto Internacional Macedonia                      |
| Grecia                 | Zacinto           | Aeropuerto Internacional de Zante                       |
| Islandia               | Reikiavik         | Aeropuerto Internacional de Keflavík                    |
| Israel                 | Tel Aviv          | Aeropuerto Internacional Ben Gurión                     |
| Italia                 | Cagliari          | Aeropuerto de Cagliari-Elmas                            |
| Italia                 | Catania           | Aeropuerto de Catania-Fontanarossa                      |
| Italia                 | Lamezia Terme     | Aeropuerto Internacional de Lamezia Terme               |
| Italia                 | Olbia             | Aeropuerto de Olbia-Costa Smeralda                      |
| Italia                 | Roma              | Aeropuerto de Roma-Fiumicino                            |
| Líbano                 | Beirut            | Aeropuerto Internacional Rafic Hariri                   |
| Malta                  | Malta             | Aeropuerto Internacional de Malta                       |
| Países Bajos           | Ámsterdam         | Aeropuerto de Ámsterdam-Schiphol                        |
| Portugal               | Funchal           | Aeropuerto de Madeira                                   |
| Reino Unido            | Londres           | Aeropuerto de Londres-Heathrow                          |
| República Checa        | Praga             | Aeropuerto de Praga (HUB)                               |
| Rumania                | Bucarest          | Aeropuerto Internacional de Bucarest-Henri Coandă       |
| Rusia                  | Kazán             | Aeropuerto Internacional de Kazán                       |
| Rusia                  | Moscú             | Aeropuerto Internacional de Moscú-Sheremétievo          |
| Rusia                  | Rostov-on-Don     | Aeropuerto de Rostov-on-Don                             |
| Rusia                  | San Petersburgo   | Aeropuerto Internacional Púlkovo                        |
| Rusia                  | Samara            | Aeropuerto Internacional de Samara-Kurúmoch             |
| Suecia                 | Estocolmo         | Aeropuerto de Estocolmo-Arlanda                         |
| Turquía                | Antalya           | Aeropuerto de Antalya                                   |
| Ucrania                | Kiev              | Aeropuerto Internacional de Borýspil                    |

## Flota histórica
| Aeronaves              | Total | Introducido | Retirado | Matrículas |
| ---------------------- | ----- | ----------- | -------- | --- |
| Airbus A310-300        | 4     | 1991        | 2010     | OK-WAA, OK-WAB, OK-YAC y OK-YAD |
| Airbus A319-100        | 9     | 2007        | 2020     | OK-MEK, OK-MEL, OK-NEM, OK-NEN, OK-NEO, OK-NEP, OK-OER, OK-PET y OK-REQ |
| Airbus A320-200        | 15    | 2004        | 2024     | OK-HEU, OK-IOO, OK-GEA, OK-GEB, OK-HCB, OK-LEE, OK-LEF, OK-LEG, OK-MEH, OK-MEI, OK-MEJ, OK-NES y OK-HCA |
| Airbus A321-200        | 3     | 2005        | 2018     | OK-CEC, OK-CED y OY-RUU |
| Airbus A330-300        | 1     | 2013        | 2020     | OK-YBA |
| ATR 42                 | 14    | 1994        | 2019     | OK-TFE, OK-TFF, OK-VFI, OK-BFG, OK-BFH, OK-AFE, OK-AFF, OK-JFJ, OK-JFK, OK-JFL, OK-KFO, OK-KFM, OK-KFN y OK-KFP |
| ATR 72                 | 12    | 1992        | 2021     | OK-XFA, OK-XFB, OK-XFC, OK-XFD, OK-YFT, OK-GFQ, OK-GFS, OK-GFR, F-GRPK, OK-MFT, OK-NFV y OK-NFU |
| Boeing 737-400         | 15    | 1995        | 2010     | OK-WGG, OK-VGZ, OK-WGF, OK-WGX, OK-WGY, OK-YGU, OK-YGA, OK-DGM, OK-DGN, OK-EGP, OK-FGR, OK-FGS, OK-BGQ, OK-CGT y OK-CGI |
| Boeing 737-500         | 15    | 1992        | 2013     | OK-WGD, OK-XGV, OK-XGW, OK-XGA, OK-XGB, OK-XGC, OK-XGD, OK-XGE, OK-CGH, OK-CGJ, OK-CGK, OK-DGL, OK-EGO, OK-DGB y OK-DGC |
| Boeing 737-800         | 2     | 2018        | 2019     | OK-TST y OK-TVR |
| Boeing 737-900ER       | 1     | 2021        | 2021     | OK-FTO |
| Bristol Britannia      | 2     | 1961        | 1969     | OK-MBA y OK-MBB |
| Douglas DC-2           | 1     | 1936        | 1936     | OK-AIA |
| Douglas DC-3/C-47      | 42    | 1946        | c. 1970  | |
| Fokker F.VII           | 7     | 1930        | 1939     | OK-AFA, OK-AFB, OK-AFC, OK-AFD, OK-AFE, OK-AFF y OK-AFG |
| Ford Trimotor          | 1     | 1930        | 1930     | OK-FOR |
| Ilyushin Il-14         | 34    | 1957        | 1977     | CCCP-52066, OK-LCA, OK-LCB, OK-LCC, OK-LCD, OK-LCE, OK-MCD, OK-LCF, OK-MCG, OK-MCH, OK-MCI, OK-MCJ, OK-MCL, OK-MCB, OK-MCK, OK-MCL, OK-MCM, OK-MCN, OK-MCO, OK-MCP, OK-MCR, OK-MCS, OK-MCU, OK-MCC, OK-MCV, OK-MCW, OK-MCX, OK-MCY, OK-MCZ, OK-NCA, OK-NCB, OK-LCC y OK-OCA |
| Ilyushin Il-18         | 12    | 1960        | 1990     | OK-NAA, OK-NAB, OK-OAC, OK-OAD, OK-PAE, OK-PAF, OK-PAI, OK-PAG, OK-PAH, OK-VAF, OK-WAI y OK-WAJ |
| Ilyushin Il-62         | 17    | 1969        | 1994     | OK-GBH, OK-KBK, OK-OBL, OK-PBM, OK-KBN, OK-JBJ, OK-JBI, CCCP-86672, OK-YBA, OK-ZBC, CCCP-86671, OK-ABD, OK-DBE, OK-DBF, OK-EBG y OK-FBF |
| LET L-410 Turbolet     | 12    | 1976        | 1983     | OK-DDX, OK-DDV, OK-DDY, OK-DDU, OK-CDS, OK-ADT, OK-ADN, OK-ADQ, OK-ADO, OK-CDR y OK-DDW |
| Lisunov Li-2           | 8     | 1952        | 1963     | OK-GAH, OK-GAB, OK-GAC, OK-GAD, OK-GAE, OK-GAF, OK-GAG y OK-GAA |
| Saab 340               | 1     | 2007        | 2010     | OK-CCD y OK-CCO |
| Savoia-Marchetti SM.73 | 6     | 1937        | 1939     | OK-BAB, OK-BAC, OK-BAD, OK-BAE, OK-BAF y OK-BAG |
| Túpolev Tu-104         | 6     | 1957        | 1974     | OK-LDA, OK-LDB, OK-LDC, OK-NDD, OK-MDE y OK-NDF |
| Túpolev Tu-124         | 3     | 1964        | 1972     | OK-TEA, OK-TEB y OK-UEC |
| Túpolev Tu-134         | 14    | 1971        | 1998     | OK-AFB, OK-AFA, OK-CFD, OK-CFC, OK-CFF, OK-CFH, OK-DFI, OK-EFK, OK-HFL, OK-HFM, OK-IFN, OK-EFJ, OK-CFE y OK-CFG |
| Túpolev Tu-154         | 12    | 1986        | 2000     | OK-UGC, OK-BYB, OK-SCA, OK-TCB, OK-TCC, OK-TCD, OK-UCE, OK-UCF, OK-VCG, LZ-MIK, LZ-MIL y LZ-MIR |
| Yakovlev Yak-40        | 20    | 1974        | 1993     | CCCP-87371, CCCP-87372, OK-EEA, OK-EEB, OK-EEC, OK-EED, OK-EEF, OK-EEG, OK-FEH, OK-FEI, OK-FEJ, OK-GEK, OK-GEL, OK-GEM, OK-GEN, OK-GEO, OK-HEP, OK-HEQ y OK-HER |